# Останній Галина Опанасівна
Галина Опанасівна Останні́й (1 лютого 1929, Олексіївка — 7 вересня 2005, Ялта) — українська художниця; член Спілки художників України з 1993 року.

## Життєпис
Народилася 1 лютого 1929 рок в селі Олексіївці (нині Волноваський район Донецької області, Україна). 1949 року закінчила Донецьке архітектурно-художнє ремісниче училище, де навчалася у Г. Тодорова.
Протягом 1950—1989 років працювала в Ялтинських художньо-виробничих майстернях. Мешкала в Ялті в будинку на вулиці Горіхова, № 16. Померла в Ялті 7 вересня 2005 року.

## Творчість
Працювала у галузі станкового живопису, майстер натюрморту і пейзажу. Серед робіт:
- «Троянди» (1968);
- «Бегонія цвіте» (1974);
- «Натюрморт. Осінь» (1977);
- «Весняні квіти» (1977);
- «Натюрморт з хлібом» (1980);
- «Весна в Седневі» (1981);
- «Соняшники» (1982);
- «Літо» (1982);
- «Польові квіти» (1984);
- «Селянський натюрморт» (1987);
- «Кульбаба» (1989);
- «Ромашки» (1990).

Брала участь в обласних, всеукраїнських мистецьких виставках з 1968 року.
Окремі роботи художниці зберігаються у Лівадійському палаці, Сімферопольському художньому музеї.